# Греція на Євробаченні Юних Музикантів
Греція брала участь у Євробаченні Юних Музикантів, що проводиться кожні два роки, одинадцять разів починаючи з 1990 року, вперше вигравши конкурс у 2008 році.

## Учасники
Умовні позначення
     Переможець
     Друге місце
     Третє місце
     Не пройшла до фіналу
     Участь скасовано
     Не брала участі
| Рік                               | Місце проведення | Учасник                | Інструмент      | Фінал                      | Півфінал        |
| --------------------------------- | ---------------- | ---------------------- | --------------- | -------------------------- | --------------- |
| 1990                              | Відень           | Янніс Ціцелікіс        | Віолончель      | Не вдалося кваліфікуватися | -               |
| 1992                              | Брюссель         | Не брала участі        | Не брала участі | Не брала участі            | Не брала участі |
| 1994                              | Варшава          | Антоніос Сусамоглу     | Скрипка         | Не вдалося кваліфікуватися | -               |
| 1996                              | Лісабон          | Ангелос Лякакіс        | Віолончель      | Не вдалося кваліфікуватися | -               |
| Не брала участі в 1998-2000 роках |                  |                        |                 |                            |                 |
| 2002                              | Берлін           | Теодор Мільков         | Ударні          | -                          | -               |
| 2004                              | Люцерн           | Джоанна Гайтані        | Скрипка         | Не вдалося кваліфікуватися | -               |
| 2006                              | Відень           | Джоніан-Ілія Кадеса    | Скрипка         | Не вдалося кваліфікуватися | -               |
| 2008                              | Відень           | Діонісіос Грамменос    | Кларнет         | 1                          | -               |
| 2010                              | Відень           | Константінос Дестоуніс | Фортепіано      | Не вдалося кваліфікуватися | -               |
| 2012                              | Відень           | Захаріас Фотіс         | Кларнет         | Не вдалося кваліфікуватися | -               |
| 2014                              | Кельн            | Василіс Дігос          | Гітара          | -                          | Без півфіналів  |
| 2016                              | Кельн            | Не брала участі        | Не брала участі | Не брала участі            | Не брала участі |
| 2018                              | Единбург         | Танос Джанетакіс       | Гітара          | Не вдалося кваліфікуватися | -               |
| Не брала участі в 2020-2024 роках |                  |                        |                 |                            |                 |

## Галерея

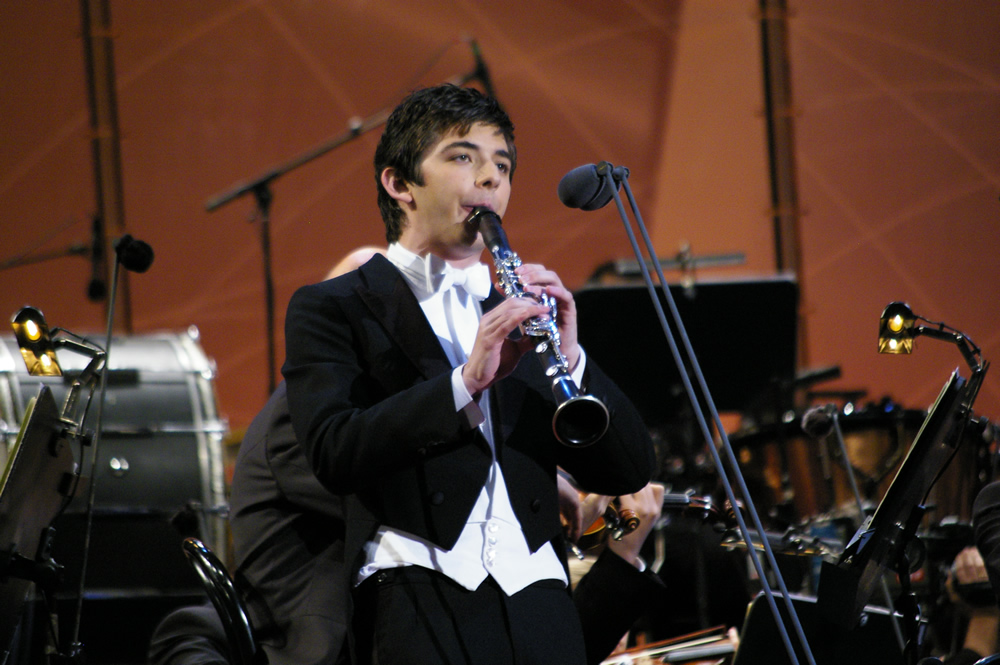
Діонісіос Грамменос - переможець Євробачення Юних Музикантів 2008 у Відні
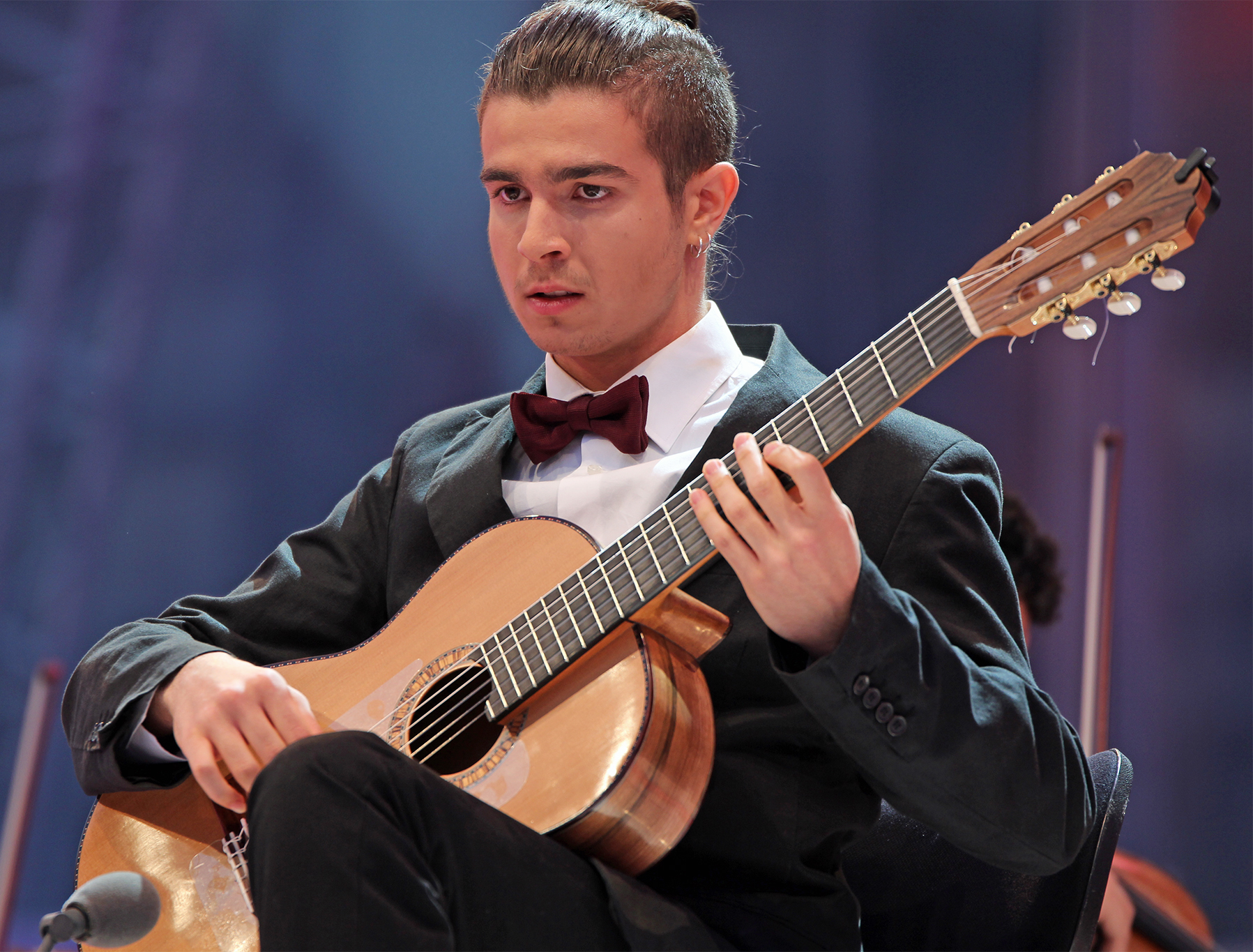
Василіс Дігос у Кельні (2014)